# Morpho joannisi
Morpho joannisi är en fjärilsart som beskrevs av Le Cerf 1925. Morpho joannisi ingår i släktet Morpho och familjen praktfjärilar. Inga underarter finns listade i Catalogue of Life.